# Treuenbrietzen Süd
Treuenbrietzen Süd ist ein Wohnplatz der Stadt Treuenbrietzen im Landkreis Potsdam-Mittelmark in Brandenburg.

## Geografische Lage
Der Wohnplatz liegt rund zwei Kilometer südlich des Stadtzentrums. Westlich führen die Bahnstrecke Jüterbog–Nauen sowie die Bundesstraße 102 von Nordwesten kommend in südlicher Richtung am Wohnplatz vorbei. Östlich dieser Verkehrslinien befindet sich das Naturschutzgebiet Zarth. Südlich liegt der Treuenbrietzener Ortsteil Frohnsdorf, westlich der Gemeindeteil Rietz-Ausbau. Zwischen Frohnsdorf und Rietz-Ausbau fließt die Nieplitz von Süden kommend westlich am Wohnplatz vorbei. Die höchste Erhebung ist der 88,3 m ü. NHN hohe Galgenberg, der rund einen Kilometer südsüdwestlich des Wohnplatzes liegt. Das Gelände fällt in Richtung Stadtzentrum auf rund 60 Meter ab.

## Geschichte und Verkehr
In den Karten des Deutschen Reiches ist die Fläche noch vollständig bewaldet. Anfang des 20. Jahrhunderts wurde das Gebiet erschlossen und es entstand eine Pflegeanstalt. Durch Grundstücksteilungen entstand im Umfeld der Anstalt in den 1930er-Jahren eine Kleinsiedlung. Im 21. Jahrhundert wird die Bebauung des Wohnplatzes durch ein Krankenhaus dominiert. An der Bahnstrecke Jüterbog–Nauen existiert ein gleichnamiger Haltepunkt, der durch die Regionalbahnlinie RB 33 Potsdam–Jüterbog stündlich bedient wird.

## Sehenswürdigkeiten

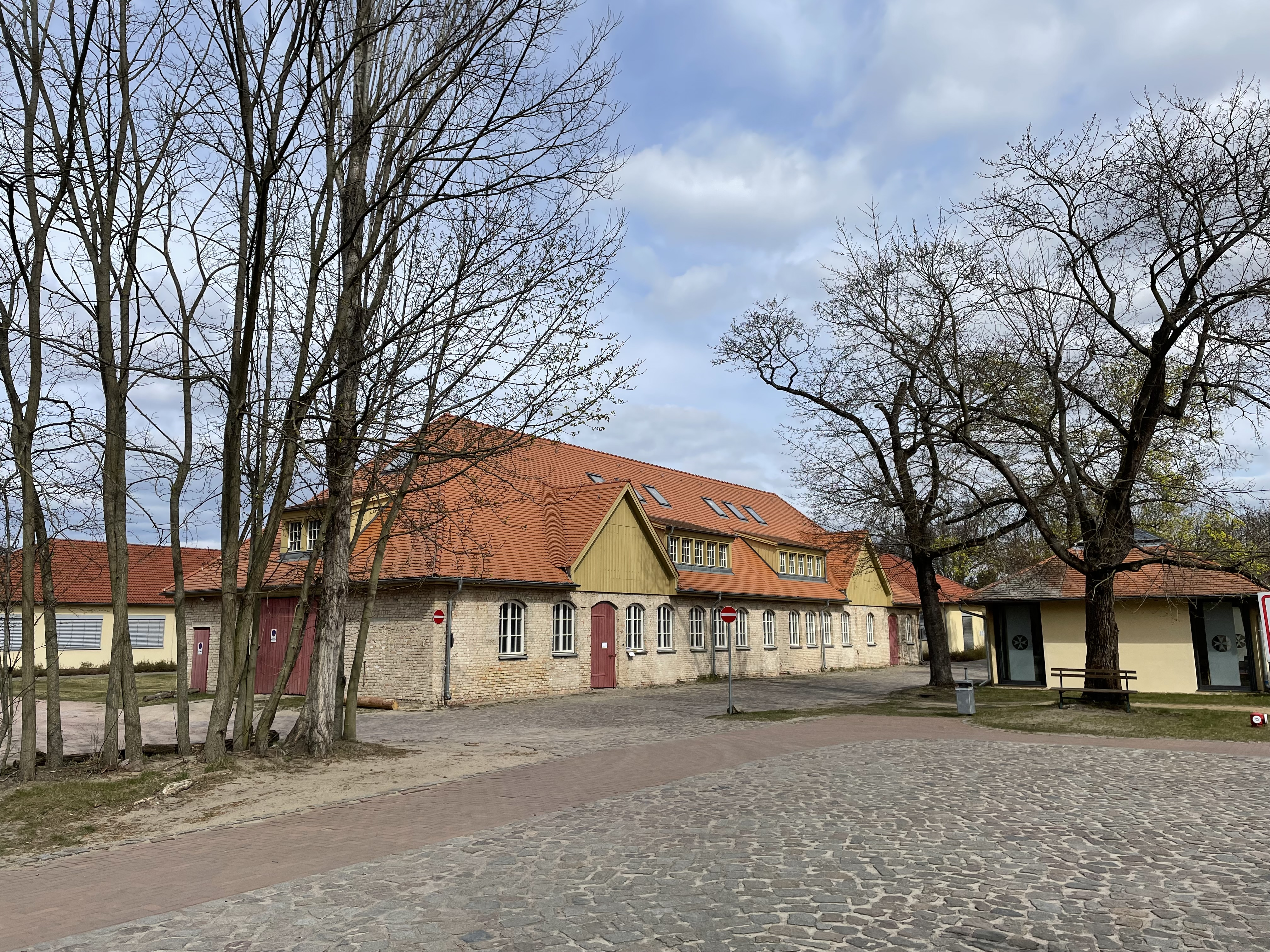
Gebäude der ehemaligen Provinzialanstalt, heute Krankenhaus

- Gebäudeensemble der ehemaligen Provinzialanstalt
- Nieplitz